# Летяжевский санаторий
Летяжевский санаторий — посёлок в Аркадакском районе Саратовской области России. Входит в Семёновское сельское поселение.

## География
Поселок расположен на правом берегу реки Хопер.

## История
Летяжевский санаторий создан в бывшем имении Нарышкиных. Здесь на опушке парка стояла дача Нарышкиных — красивый резной деревянный дом, сгоревший в 1990-е годы.
Сохранился парк на территории Летяжевской усадьбы. В сохранившихся старинных зданиях имения размещается туберкулезный санаторий. Главная достопримечательность парка — дубы в возрасте около 200 лет (наследие естественной дубравы) достигшие высоты 16-18 метров при метровом и более диаметре ствола. Сохранившиеся деревья представляют особый интерес как эталоны черешчатого дуба в местных условиях. С Нарышкинских времён растут в парке четыре ели.
Из посадок, по-видимому, более позднего времени учтены два экземпляра конского каштана, чубушник, ирга, пузыреплодник калинолистный, снежноягодник белый, клен ясенелистный, жимолость татарская, ясень, сирень обыкновенная, тополь, из хвойных посадок последнего времени — плосковеточник восточный. Парк является памятником природы Саратовской области.

## Население
| 2002 | 2010 |
| ---- | ---- |
| 375  | ↘359 |

## Уличная сеть
В поселке пять улиц и два переулка: Победы пер., Санаторский пер., ул. Кумысная, ул. Курортная, ул. Лесная, ул. Садовая, ул. Санаторская.